# Anacamptis caccabaria
Anacamptis caccabaria är en orkidéart som först beskrevs av Louis Verguin, och fick sitt nu gällande namn av H.Kretzschmar, Eccarius och Helga Dietrich. Anacamptis caccabaria ingår i släktet salepsrötter, och familjen orkidéer. Inga underarter finns listade i Catalogue of Life.